# إليرو-رومان

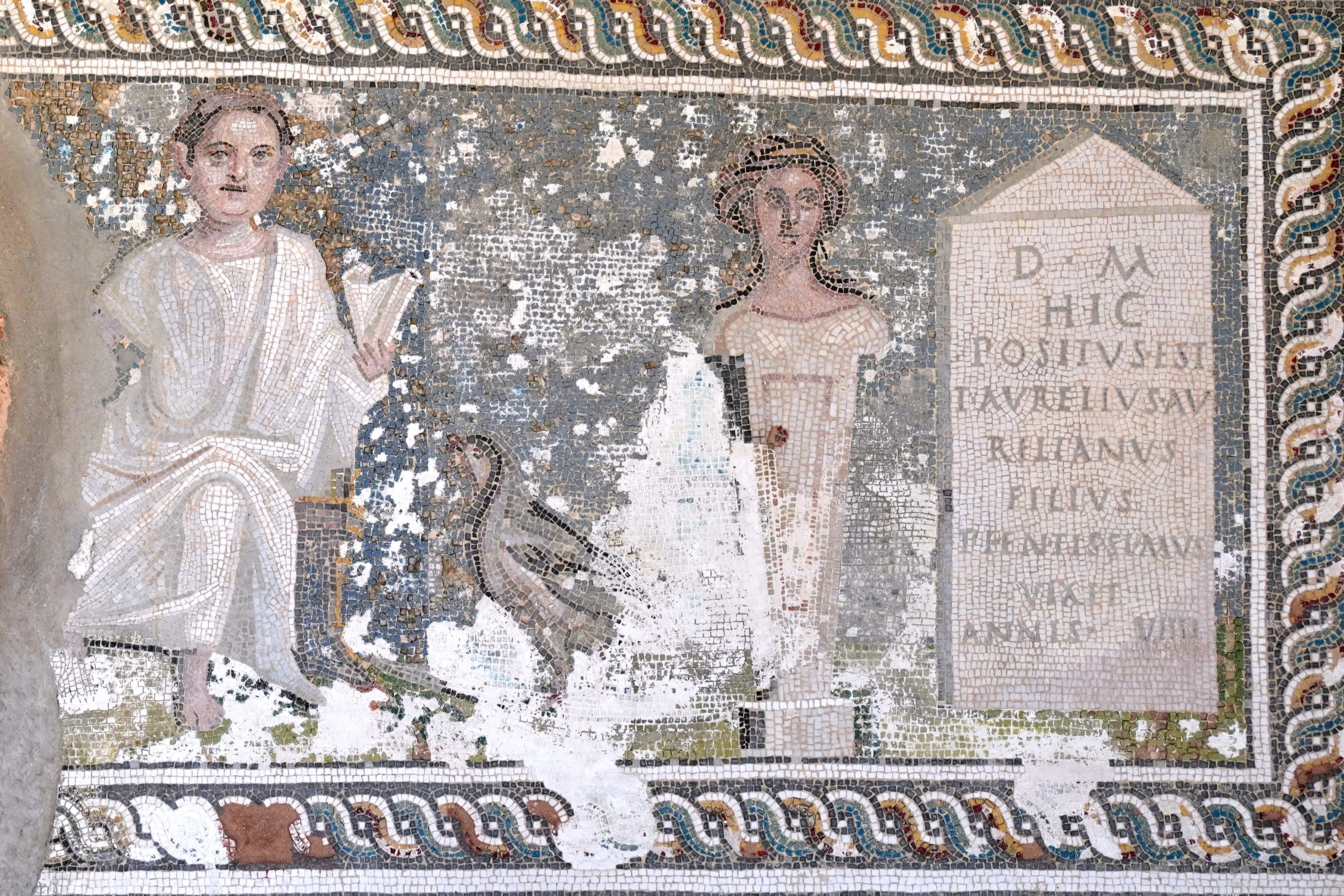
متحف سبليت الأثري

إيليرو-رومان هو مصطلح يستخدم في التأريخ والدراسات الأنثروبولوجية لاليريرين الرومانيين داخل المقاطعات الرومانية القديمة من إيليريكوم، Moesia، بانونيا وداردانيا. يمكن استخدام مصطلح «إيليرو-رومان» لوصف المستوطنين الرومان الذين استعمروا إيليريكوم.

## قبل روما
اعتبرت القبائل الإليرية برابرة من قبل كل من الرومان والشعوب الهيلينية في جنوب البلقان. المصطلح الإيليري يشير في الأصل إلى قبيلة عاشت حول بحيرة سكوتاري الواقعة على طول حدود ألبانيا والجبل الأسود. كانوا يعتبرون من بين مجموعة واسعة من الشعوب البربرية مثل الغال والألمان والداكيين. عزز غزو إليريا عام 168 قبل الميلاد ، إلى جانب غزو إبيروس ، النطاق الروماني فوق البحر الأدرياتيكي. تعني الجغرافيا الجبلية للمنطقة أنه كان من الصعب إخضاع المنطقة ، ولكن بحلول 9 م تم قمع الثورة الإيليرية الكبرى ومنذ ذلك الحين تزود المنطقة أعدادًا كبيرة من الجنود غير المواطنين إلى الرومان.

## خلال الإمبراطورية
تحولت الكتابة بالحروف اللاتينية لهذه الشعوب البربرية في نهاية المطاف إلى أكثر الجنود قيمة في الجيش الروماني المتأخر ، حيث جاء جزء كبير من المسؤولين والجنرالات من خلفية البلقانية الشمالية ، مثل إليريا ودالماتيا وبانونيا ومويسيا. إمبراطور واحد ، ديسيوس ، والعديد من المغتصبين وفي عهد جالينوس ، الذي بدأ إضفاء الطابع الاحترافي على القيادة العليا للجيش ، حققت أعداد كبيرة من الجنود رتب عالية داخل الجيش. لقد أخذوا المكان الذي كان لأمر مجلس الشيوخ امتياز الاحتفاظ به منذ عهد أغسطس ، قبل 250 عامًا ، قيادة الجحافل والمقاطعات المسلحة.

## الاستعمار الروماني
تم استعمار إيليريكوم بشكل كبير من قبل الرومان بداية من القرن الثالث قبل الميلاد. أسس الرومان مدن أكوروفيوم وسيبالاي ومرسا ونارونا وسيسيا وأنشأوا مستعمرات في سالونا وسيرميوم وإبودروم وإيكوم وإيدر وريزون وفي العديد من المدن الأخرى. هذه المدن كانت مستعمرة من قبل قدامى المحاربين الرومان. كما استوعب إيليرو-رومان قبائل أخرى مثل السلاف الأوائل، ولا سيما في مقاطعتي دالماتيا وبانونيا الرومانيتين خلال القرن السابع. [بحاجة لمصدر]

## الأباطرةالإيليريون
وكان من هذه المجموعة التي الاباطرة الأكثر نجاحا في ذلك الوقت جاء من وأنها هي التي جلبت أزمة القرن الثالث إلى نهايته. ومن الأمثلة على ذلك كلاوديوس الثاني Gothicus، أوريليان، وبروبوس. وكان هناك أيضا حالة جستنيان، الذي لوحظ لإجراء إصلاحات سياسية وتشريعية واسعة النطاق التي أعادت هيكلة الإمبراطورية الرومانية. ولد في عام 483 بالقرب من سكوبيي لعائلة غامضة إيليرو الرومانية وأصبح إمبراطور مشارك لعمه، جوستين الأول، الذي تبناه. كان خالق دقلديانوس التترارشي وزميله تترارشس ماكسيميان، كونستانتيوس كلورو (والد الإمبراطور المسيحي الأول قسطنطين) وS severus II من خلفية إيليرو-رومانية.
هناك علماء يشيرون إلى أن الروح العسكرية والتعليم اللاتيني للأباطرة الرومان ذوي الأصول الإليرية غالبًا ما يتعارض مع المثل العليا المعاصرة للثقافة القديمة ، والتي تستند إلى اليونانية الكلاسيكية. 

## العصور الوسطى
خلال العصور الوسطى ، أثر أحفاد الإيليرو-الرومان على نمو شبه جزيرة البلقان. يقال إن مشروعهم المتجول سهل التجارة وفتح طرق التجارة القديمة. تمكن هؤلاء الأشخاص من الوصول إلى شبكة الطرق الرومانية القديمة ، والتي بدت أنها معروفة فيما بينهم فقط.  أظهرت القطع الأثرية التي تم التنقيب عنها (مثل الألواح الجبسية) في صربيا صنعة إيليرو-رومانية تفضل الزخرفة التي كانت وقحة إلى حد بشع. It is believed that Illyro-Roman inhabitants of this particular site copied the style from their ancient Illyro-Roman predecessors. يُعتقد أن السكان الإيليرو-الرومانيون في هذا الموقع بالذات قاموا بنسخ النمط من أسلافهم الإيليرو-الرومان القدامى. It is believed that Illyro-Roman inhabitants of this particular site copied the style from their ancient Illyro-Roman predecessors.

## بقايا لغوية رومانية
لغة دلماتية